# Церква святих верховних апостолів Петра і Павла (Великі Бірки)
Церква святих верховних апостолів Петра і Павла (Великі Бірки) —  Греко-католицький парафіяльний храм у селищі Великі Бірки, Тернопільського району, Тернопільської області, України. Церква належить до Великобірківського деканату Тернопільсько-Зборівської архієпархії УГКЦ.

## Історія будівництва храму
23 квітня 2015 року Архиєпископ і Митрополит Тернопільсько-Зборівський УГКЦ Василь (Семенюк) затвердив, а 5 серпня 2015 року голова Тернопільської ОДА Степан Барна зареєстрував Статут релігійної організації «Парафія святих верховних апостолів Петра і Павла смт Великі Бірки Тернопільського району Тернопільсько-Зборівської Архиєпархії УГКЦ» . 19 листопада 2015 року Великобірківська селищна рада дала дозвіл, релігійній громаді, на складання проекту землеустрою, щодо відведення в постійне користування земельної ділянки площею 0,19 Га для будівництва храму по вул. В.Стуса. 20 червня 2016 року Архиєпископ і Митрополит Тернопільсько-Зборівський Василь (Семенюк) звершив освячення хреста та наріжного каменя на місці  будівництва храму. 8 грудня 2019 року відбулось урочисте посвячення новозбудованого храму,.

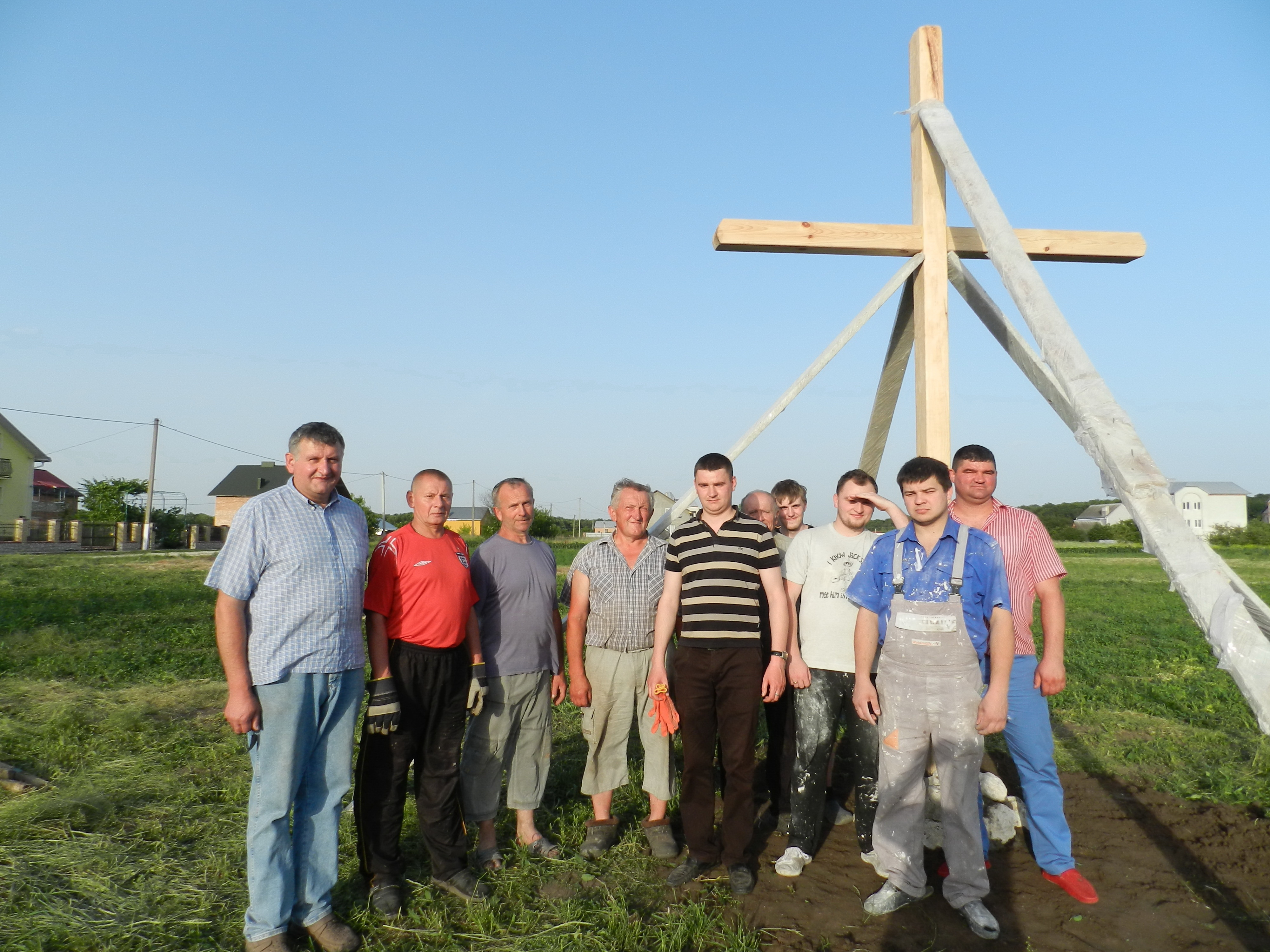
Встановлення хреста на місці будівництва церкви Петра і Павла 17 червня 2016 р.
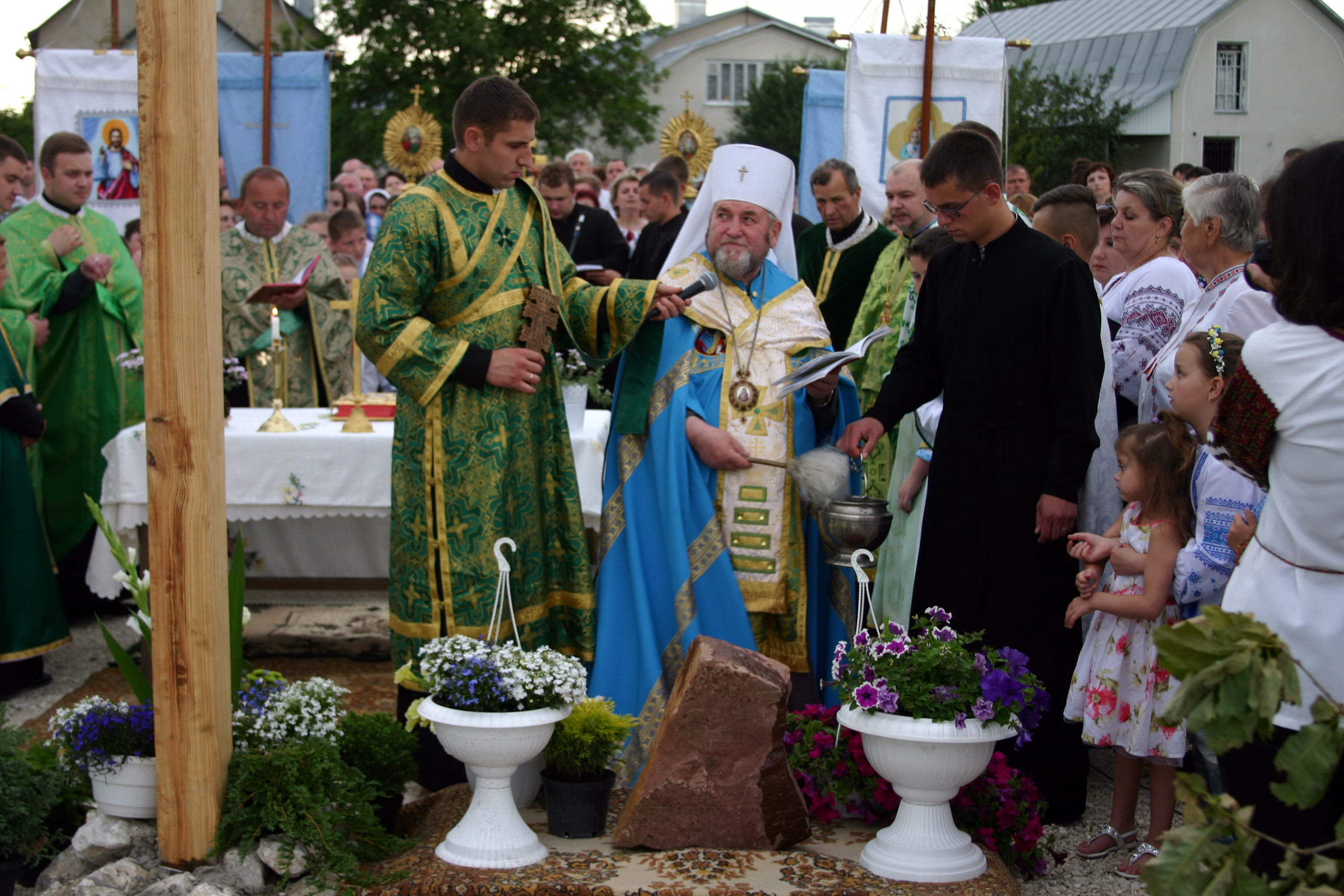
Василь (Семенюк) звершує освячення хреста і наріжного каменя храму 20 червня 2016 р.
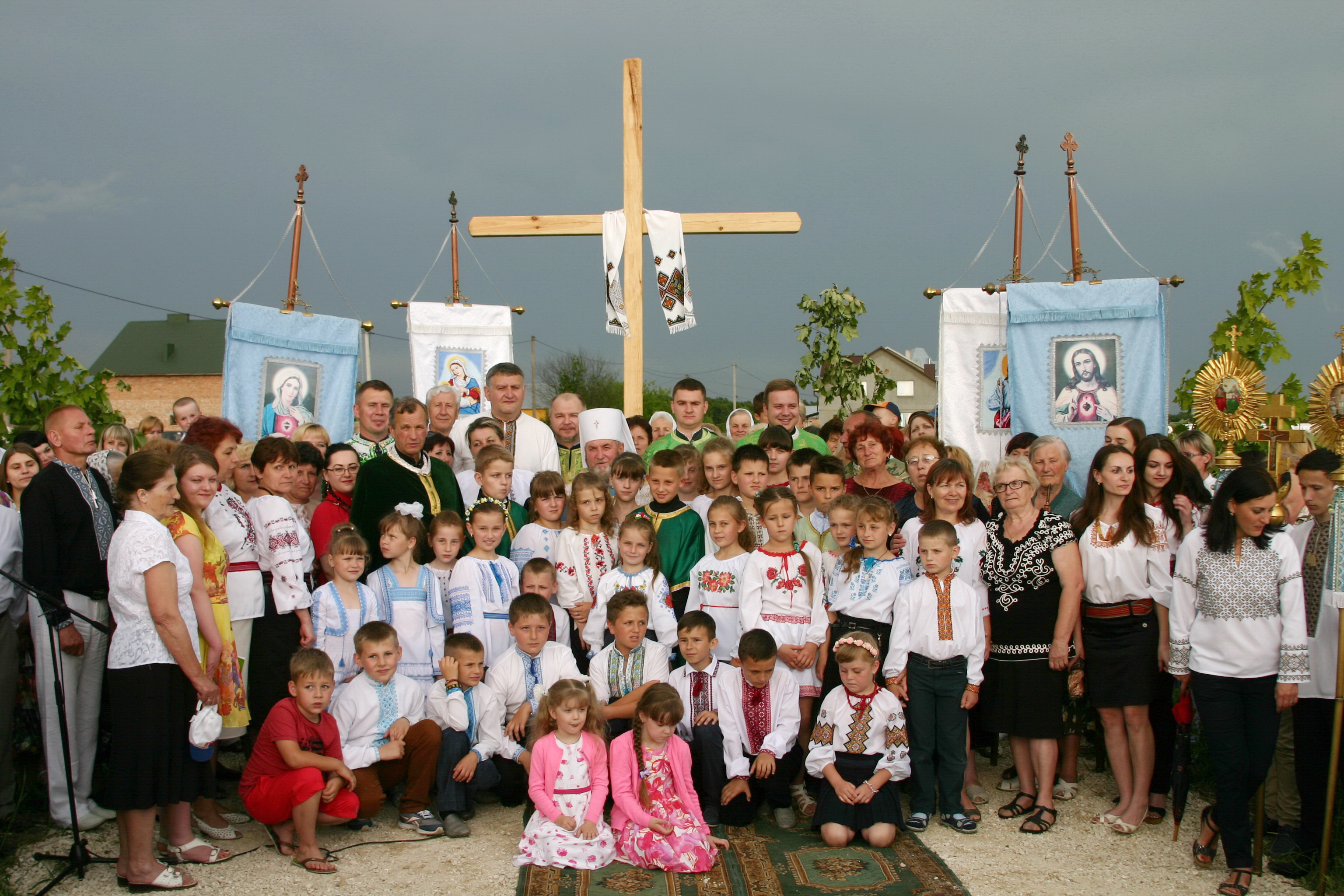
Освячення хреста і наріжного каменя храму 20 червня 2016 р.
Встановлення купола храму Петра і Павла 2 грудня 2017 р.
Встановлення хреста на куполі храму Петра і Павла 2 грудня 2017 р.
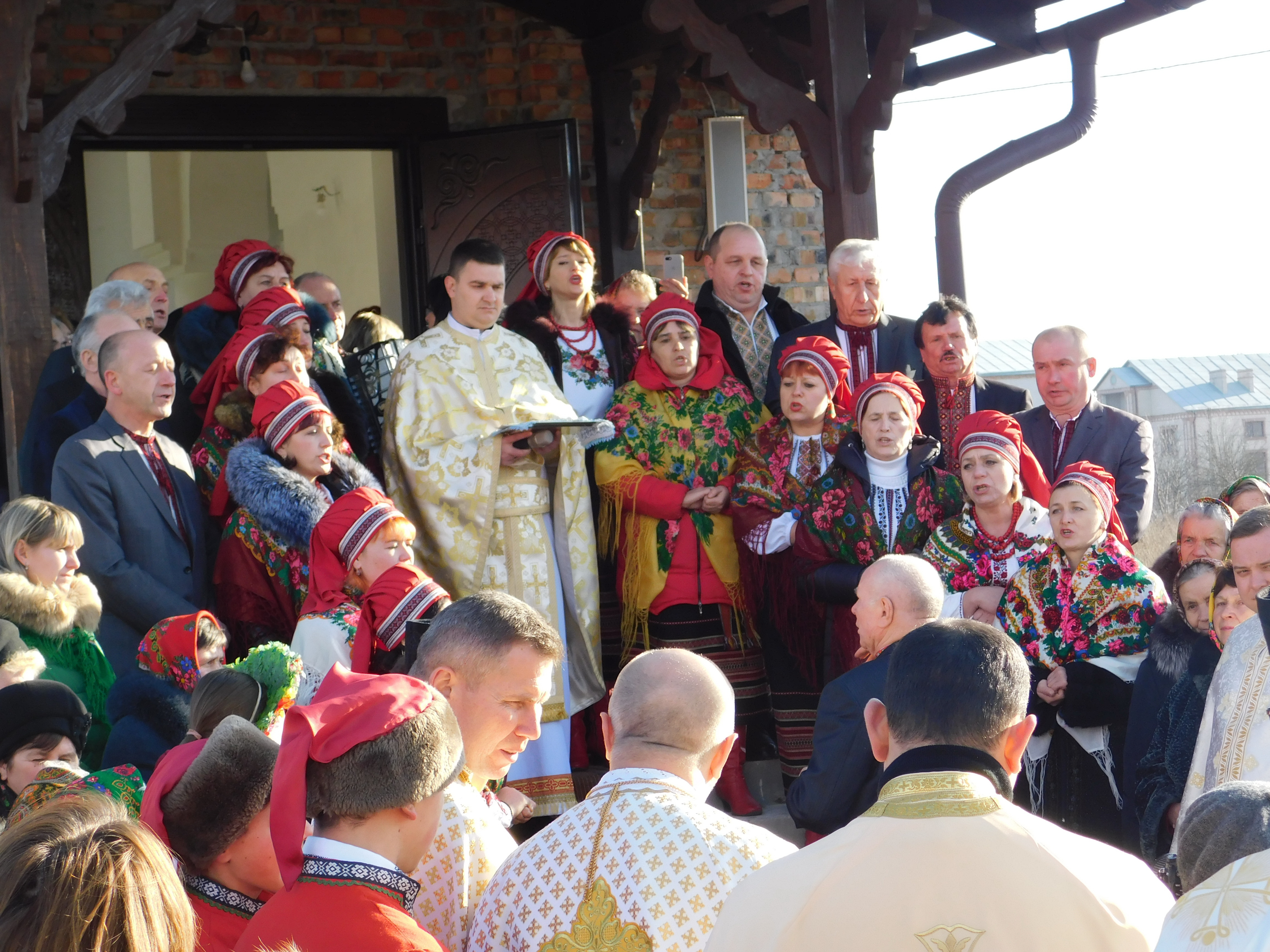
Церковний хор зустрічає владику Василія на порозі храму 8 грудня 2019 р.
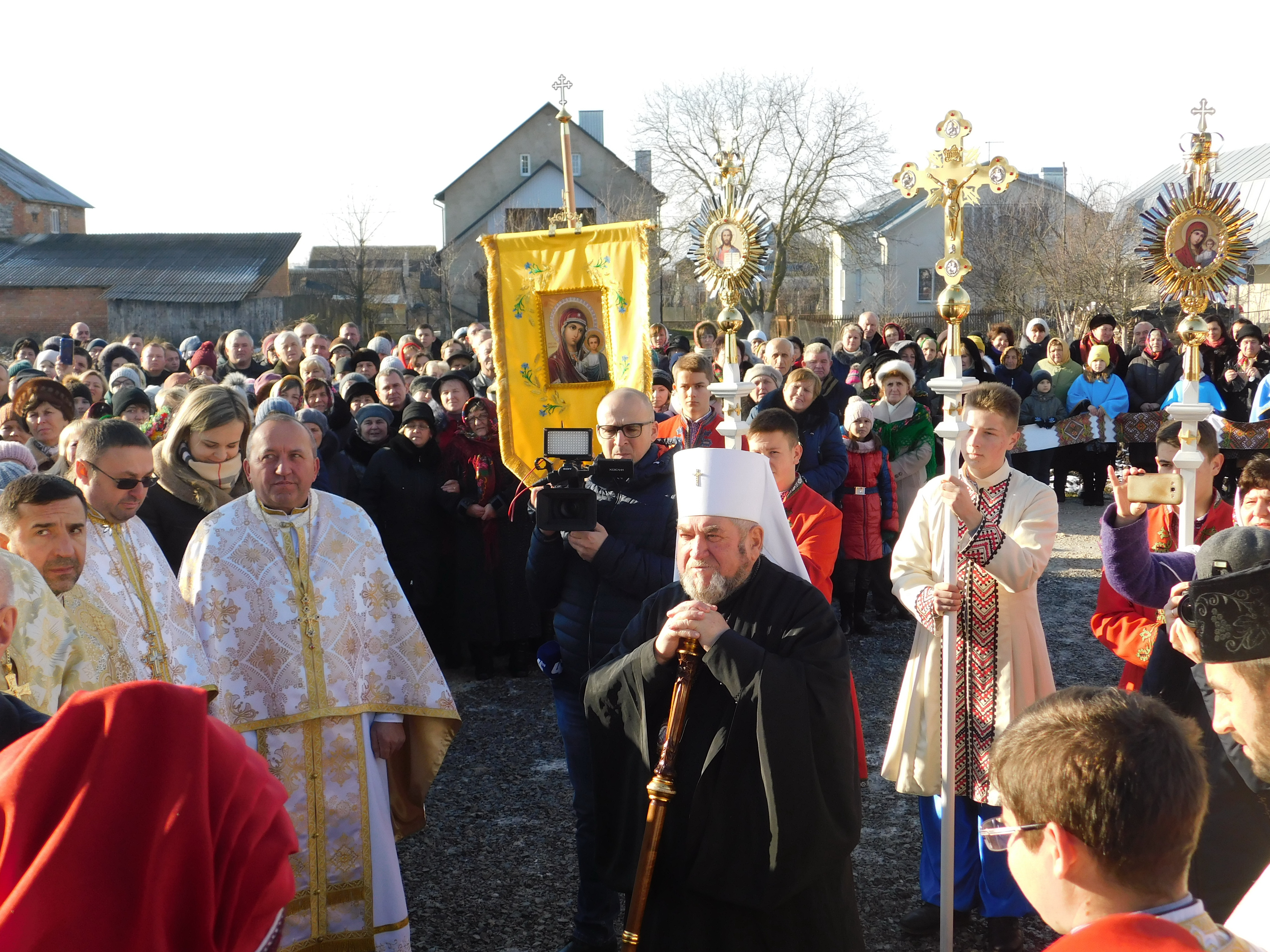
Архиєпископ і Митрополит Тернопільсько-Зборівський Василь (Семенюк) 8 грудня 2019 р.
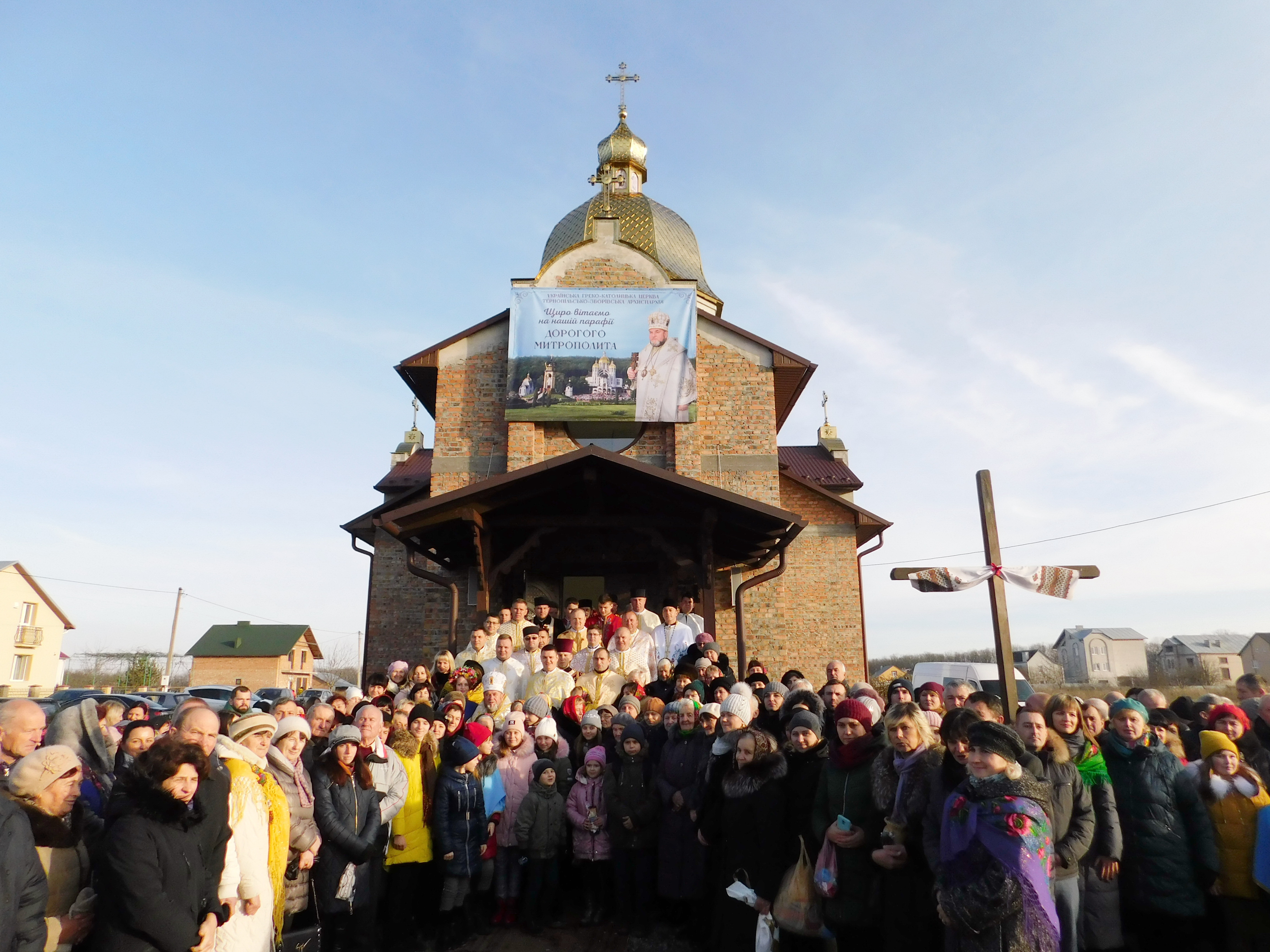
По завершенні освячення храму, фото на згадку, 8 грудня 2019 р.